# Blas Taracena Aguirre

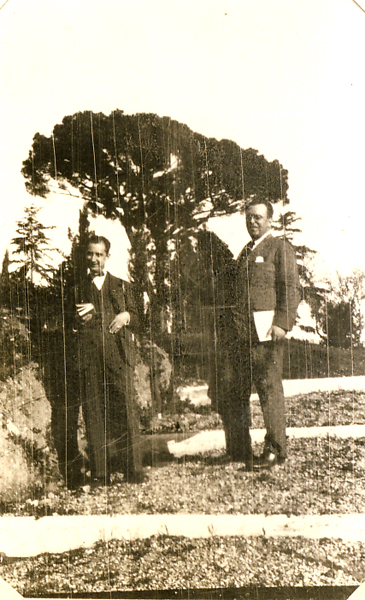
Blas Taracena Aguirre en 1930 (derecha).

Blas Taracena Aguirre (Soria, 1 de diciembre de 1895 - Madrid, 1 de febrero de 1951) fue un reputado arqueólogo español. 

## Biografía
Nació en Soria el 1 de diciembre de 1895, hijo de Blas Taracena Ispazúa y Enriqueta Aguirre Hercilla. Terminó sus estudios de Bachillerato en el Instituto de Segunda Enseñanza de Soria en 1911. Se licenció en Filosofía y Letras por la Universidad Central de Madrid. 
Dirigió el Museo Numantino (Soria) y las excavaciones de Numancia (Soria). Sus investigaciones abarcaron igualmente zonas cercanas a la provincia de Soria, como La Rioja, Burgos (ciudad romana de Clunia) y principalmente Navarra. Fue continuador de su maestro José Ramón Mélida, ocupando la dirección del Museo Numantino tras este y hasta 1936. 
Hombre liberal y de ideas avanzadas, durante la Segunda República mostró afinidad por el partido Izquierda Republicana. La Guerra Civil sorprendió a Blas Taracena en Madrid, pero en 1937 pasó a la zona controlada por el ejército sublevado. Entre 1937 y 1938 dirigió el Museo Arqueológico de Córdoba. Es nombrado Director del Museo Arqueológico Nacional en 1939, y Secretario del Instituto del CSIC a partir de 1943. Desde esta posición, Taracena se convertirá en el gran impulsor de los dos grandes proyectos internacionales que tenía pendiente la arqueología española: las cartas arqueológicas de España y el Corpus vasorum antiquorum en España. Fue enterrado en el cementerio del Espino.
Es autor de una extensa bibliografía y ha sido galardonado con varias condecoraciones nacionales e internacionales. 
Fue subdirector en Soria de Castilla, revista regional ilustrada (1918-1919). En 1922 fundó el periódico La Voz de Soria, junto con otros intelectuales como Félix Granados, José Tudela, Gaya Tovar, Mariano Cabruja, Gerardo Diego y Mariano Granados Aguirre.

## Selección de obras
- Carta arqueológica de España: Soria, 1941
- Vías romanas del Alto Duero, 1934.
- Reseña histórico-artística de la provincia de Salamanca (póstumo, 1982), con César Morán Bardón